# Жак Федер
Жак Федѐр (на френски: Jacques Feyder) е белгийско-френски режисьор, сценарист и актьор.

## Биография
Федер е роден на 21 юли 1885 година в Иксел като Жак Леон Луи Фредерикс. Учи във военно училище в Нивел, подготвяйки се за кариера в армията, но през 1910 година заминава за Париж и започва да се занимава с театър, приемайки псевдонима Жак Федер. През 1914 година започва работа във филмовата компания „Гомон“, известно време е асистент на режисьора Гастон Равел, а няколко години по-късно започва да режисира собствени филми. През 1917 – 1919 година, по време на Първата световна война, служи в белгийската армия.
След края на войната Федер се връща към киното бързо си създава репутация на един от най-новаторските режисьори на френското кино. „L'Atlantide“ (1921) по романа на Пиер Беноа и „Crainquebille“ (1922) по романа на Анатол Франс са първите му филми, привлякли вниманието на публиката и критиката. Те са последвани от „Visages d'enfants“ (сниман през 1923 година, но излузъл през 1925), който остава един от най-личните му филми. Мабко след това му е предложена длъжността на художествен директор на новосъздадената филмова компания „Вита Филмс“ във Виена, заедно с договор за продукцията на три филма. След като заснема първия от тях, „Das Bildnis“ (1923), „Вита Филмс“ фалира и той се връща в Париж.
Федер се връща на киносцената с „Gribiche“ (1926) и литературните адаптации „Carmen“ (1926) и „Thérèse Raquin“ (1928). Той допринася и за сценариите на филми на други режисьори, като „Poil de carotte“ (1925) на Жулиен Дювивие и „Gardiens de phare“ (1929) на Жан Гремийон. През 1928 година получава френско гражданство. Последният му ням филм във Франция е „Les Nouveaux Messieurs“ (1929), политическа сатира, с която предизвиква призиви за забраната на филма като „обиден за достойнството на парламента и неговите министри“.
През 30-те години Жак Федер е свързван с движението на поетическия реализъм с филми, като „Le grand jeu“ (1934), „Pension Mimosas“ (1935), „La kermesse héroïque“ (1935), „Fahrendes Volk“ (1938).
Жак Федер умира на 24 май 1948 година в Пранжен.

## Избрана филмография
- „L'Atlantide“ (1921)
- „Crainquebille“ (1922)
- „Visages d'enfants“ (1925)
- „Das Bildnis“ (1923)
- „Gribiche“ (1926)
- „Carmen“ (1926)
- „Thérèse Raquin“ (1928)
- „Poil de carotte“ (1925)
- „Gardiens de phare“ (1929)
- „Les Nouveaux Messieurs“ (1929)
- „Le grand jeu“ (1934)
- „Pension Mimosas“ (1935)
- „La kermesse héroïque“ (1935)
- „Fahrendes Volk“ (1938)